# Иринга (регион)
Иринга је један од 26 административних региона Танзаније. Главни град региона је Иринга. Површина региона је 58 936 km², од којих је 56 864 km² копнене површине и 2 070 km² водене површине. Својим југозападним делом региона Иринга излази на језеро Малави.
Према попису из 2002. године број становника у региону Иринга је 1 495 333. 
У региону Иринга се налази национални парк Руаха који је други по величини национални парк у Танзанији, са богатом фауном и са око седам и по хиљада посетилаца годишње.

## Дистрикти
Регион је подељен на седам дистрикта: Иринга - урбани део, Иринга - рурални део, Килоло, Лудева, Макете, Муфинди и Њомбе.